# Dichotomius rotundatus
Dichotomius rotundatus là một loài bọ cánh cứng trong họ Bọ hung (Scarabaeidae).